# Farmakologie

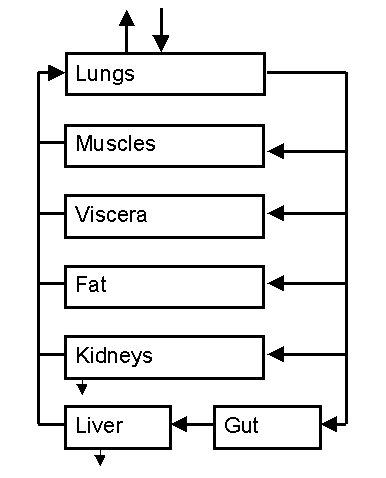
Symbolická reprezentace farmakokinetického modelu

Farmakologie (z řečtiny: farmakon (φάρμακον) znamená „léčivo“, logos (λόγος) znamená „věda“) je odvětví chemie, medicíny a biologie zabývající se studiem účinku léčiv. Léčivo můžeme definovat jako uměle vytvořenou, přírodní či endogenní (pocházející z těla jedince) látku, která biochemickou a/nebo fyziologickou cestou ovlivňuje buňku, tkáň, orgán či dokonce celý organismus. Někdy se k označení těchto látek užívá slovo „farmakon“. Přesněji je farmakologie vědou zabývající se interakcemi mezi živými organismy a chemickými látkami, které ovlivňují normální či abnormální biochemické funkce v organismu. Pokud mají prvky určitý farmakologický význam, nazýváme je léčivy.
Obor farmakologie se zabývá složením léčiv, jejich vlastnostmi a strukturou, molekulárními a buněčnými mechanismy, mechanismy orgánů a orgánových systémů, přenosem signálu, buněčnou komunikací, molekulární diagnostikou, interakcí, toxikologií, chemickou biologií, terapeutickým využitím a možnými účinky léčiv. Základními dvěma okruhy farmakologie jsou farmakodynamika a farmakokinetika. Farmakodynamika studuje účinky léčiv na organismus, farmakokinetika pak studuje účinky organismu na léčiva. V širším slova smyslu se farmakodynamika zabývá preparáty a jejich vlivem na biologické receptory a farmakokinetika zkoumá absorpci (vstřebávání), distribuci (transport), metabolismus (biotransformaci) a eliminaci (vyloučení) léčiva z organismu.
Termín farmakologie bývá často zaměňován se slovem farmacie, ačkoli se nejedná o slova stejného významu.
Farmakologie, jakožto biomedicínský vědní obor, se zabývá výzkumem a charakterizací chemických sloučenin vykazujících jakékoli biologické účinky a objasňováním buněčných funkcí ve vztahu k těmto sloučeninám. Naproti tomu farmacie je zdravotnická profese, která využívá poznatků a principů farmakologie v klinické praxi (jedná se jak o přípravu a výdej léčiv, tak o klinickou péči o pacienty). Základním rozdílem mezi těmito obory je tedy přímý kontakt s pacientem a péče o něj na straně jedné (farmacie) a vědecký obor zabývající se výzkumem na straně druhé (farmakologie).

## Pojmy z oblasti farmakoterapie
V odborných materiálech týkajících se konkrétních léčiv, jednotlivých látek i přípravků, se pravidelně setkáváme s určitými výrazy, které dané léčivo popisují. Laik se s nimi nejčastěji setkává v příbalových letácích.
Indikace jsou stavy pacienta, při nichž je vhodné podání daného léčiva. Odstavec s názvem „Indikace“ udává, k čemu je dané léčivo určeno. V širším smyslu nezahrnuje indikace pouze vhodnost podání léčiva, ale i provedení lékařského zákroku.
Kontraindikace znamená stav, kdy je nevhodné dané léčivo podávat, nebo se smí podávat jen se zvýšenou opatrností, neboť by jeho podáním došlo ke zhoršení zdravotního stavu pacienta, či dokonce k ohrožení života. Dříve se v literatuře rozlišovaly absolutní kontraindikace, stavy, kdy je podání léčiva zakázáno, a relativní kontraindikace, stavy, při nichž lze léčivo podávat jen se zvláštní opatrností. Dnes se již od těchto pojmů upouští. V širším medicínském smyslu kontraindikace nezahrnuje pouze zákaz podávání některých léčiv, ale i zákaz provádění určitého léčebného nebo diagnostického zákroku.
Interakce znamená vzájemné ovlivnění současně podaných léků (léčivo bylo podáno pacientovi, pojem "lék" je zde tedy na místě). Většinou se tím myslí ovlivnění nepříznivé. Někdy toho naopak lze využít. Například použitím dvou shodně působících léčiv lze dosáhnout žádaného účinku za použití nižších dávek. Interakce neznamenají jen vzájemné ovlivnění mezi léčivy, ale i jinými vlivy, např. interakce mezi léčivem a potravinami nebo nápoji, interakce mezi léčivem a zářením a jiné.

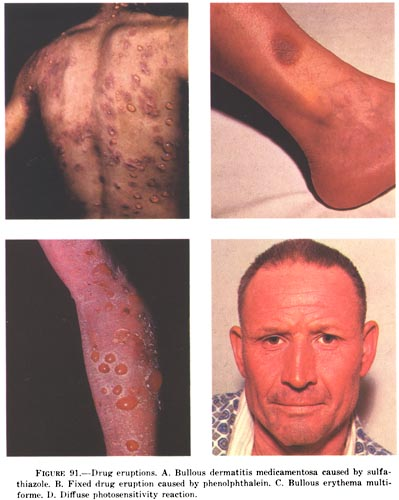
Vyrážka je příkladem nežádoucích účinků léčiv

Nežádoucí účinky. V podstatě každé léčivo kromě svých účinků, pro které se používá, zároveň působí na pacienta i jinak, což je většinou nežádoucí. Nežádoucí účinky se liší svou závažností, s některými se již dopředu počítá s tím, že prospěch z podání léčiva je pro pacienta vyšší než rizika z podání vyplývající. Jindy mohou nežádoucí účinky pro svou závažnost vést k ukončení léčby daným léčivem, nebo dokonce pacienta trvale poškodit, případně způsobit jeho smrt. Mnoho nežádoucích účinků závisí na velikosti dávky, některé se objevují jen u určitých lidí, kteří k nim mají jisté předpoklady. Zákon o léčivech definuje nežádoucí účinek takto:
Nežádoucím účinkem léčivého přípravku se rozumí nepříznivá a nezamýšlená odezva na jeho podání, která se dostaví po dávce běžně užívané k profylaxi, léčení či určení diagnózy onemocnění nebo k ovlivnění fyziologických funkcí.
Závažným nežádoucím účinkem léčivého přípravku se rozumí úmrtí léčené osoby nebo zvířete anebo takový nežádoucí účinek, který ohrožuje jejich život, vážně poškozuje jejich zdraví, má trvalé následky na jejich zdraví či má za následek hospitalizaci léčené osoby nebo zvířete, neúměrné prodloužení jejich hospitalizace, případně má za následek vrozenou anomálii u jejich potomků.
Dávkování léčiva zahrnuje informaci, v jakém množství a jak často se léčivo pacientovi podává. K informaci o dávkování by měla být připojena i informace o způsobu užití, např. spolknout, zavést do konečníku, injekční podání apod., včetně případné informace, zda je lepší užívat s potravou či mimo ni, ráno nebo večer apod.

## Historie
Počátky klinické farmakologie sahají do období středověku. Mezi nejvýznamnější učence středověké doby patří perský učenec Avicenna (asi 980–1037). Jeho kniha Kánon medicíny je sbírkou řecko-arabské lékařské moudrosti a sloužila jako základní učební text křesťanských a muslimských lékařských učňů. Dalším významným středověkým učencem byl španělský lékař a filozof Petrus Hispanus. Klinická farmakologie vděčí za své základy též dílu Williama Witheringa. Farmakologie se jako vědní obor od středověku až do poloviny 19. století nijak významně nevyvíjela. Teprve ve druhé polovině 19. století zažily biomedicínské vědní obory značné obrození. V první polovině 19. století byl významný potenciál a specifika účinků léčiv jako morfin, chinin či digitalis popsán jen velmi neurčitě. První univerzitní ústav pro farmakologii byl založen až v roce 1847, a to německým farmakologem Rudolfem Buchheimem. Ten si dobře uvědomoval potřebu porozumět podstatě a účinkům terapeutických drog a jedů. Průkopníkem české a česky psané vědecké farmakologie byl v 19. století Alois Jandouš.
První farmakologové se zaměřovali na přírodní látky, zejména na extrakty z léčivých bylin. Farmakologie se vyvinula v 19. století jako biomedicínský obor, který aplikoval principy vědeckých experimentů na terapeutické využití. Dnešní farmakologové používají genetiku, molekulární biologii, chemii a další vyspělé vědy, aby přeměnili informace získané o molekulárních podstatách a mechanismech v léčbu onemocnění, poruch či odstraňování patogenů. Díky farmakologii jsme také schopni vyvinout metody preventivní péče, diagnostiky a dokonce i personalizované medicíny.

## Rozdělení
Farmakologické disciplíny můžeme rozdělit podle jednotlivých zaměření do mnoha podkapitol:

### Klinická farmakologie
Klinická farmakologie je základní farmakologickou vědou. Klinická farmakologie se na rozdíl od klasické vědecké farmakologie zaměřuje na aplikaci farmakologických principů a metod v klinické praxi a na péči o pacienta a průběh a výsledky jeho léčby.

### Neurofarmakologie
Neurofarmakologie je vědní obor studující účinky léčiv na funkce centrální a periferní nervové soustavy.

### Psychofarmakologie
Psychofarmakologie se zabývá účinky léčiv na lidskou psychiku. Tento vědní obor sleduje nejen změny chování lidského těla a mysli, ale i měřitelné projevy molekulárních pochodů v lidském těle. Tento obor má velmi blízko k oboru etnofarmakologie.

### Etnofarmakologie
Etnofarmakologie je vědní obor studující léčivé látky užívané nejrůznějšími etniky k léčbě či prevenci onemocnění.

### Kardiovaskulární farmakologie
Kardiovaskulární farmakologie je vědou zabývající se účinky léčiv na oběhovou soustavu člověka.

### Farmakogenetika
Farmakogenetika sleduje dědičně podmíněnou variabilitu odpovědi organismu závislou na užívání klinicky významných léků.

### Farmakogenomika
Farmakogenomika je vědou, která využívá znalost genotypových technologií k vývoji nových léčiv a hlubšímu poznávání léčiv starších.

### Farmakoepidemiologie
Farmakoepidemiologie studuje účinky léčiv na početné skupiny obyvatelstva.

### Systémová farmakologie
Tento vědní obor aplikuje principy systémové biologie na pole farmakologie.

### Toxikologie
Toxikologie je vědecký obor zabývající se nepříznivými účinky a charakteristikou léčiv či jakýchkoli jiných chemických látek užívaných jak v nadměrném množství, tak i v prospěšném nízkém terapeutickém množství.

### Teoretická farmakologie
Teoretická farmakologie je poměrně novým a rychle se vyvíjejícím výzkumným oborem, v němž se uplatňují poznatky výpočetní chemie. Zvláště přínosná pro tento vědní obor je kvantová chemie a metody molekulové mechaniky. Cílem teoretických farmakologů je objasnit vztah mezi aktivitou určitého léčiva (ta je zkoumána experimentálně) a jeho strukturálními vlastnostmi (ty jsou odvozeny z počítačových experimentů). Jejich cílem je tedy nalézt vztahy mezi strukturou a aktivitou. Na základě struktury dané organické molekuly se teoretický farmakolog také snaží předpovědět biologickou aktivitu nových léčiv stejného nebo podobného typu jako již existující léčiva. V ideálním případě by teoretický farmakolog mohl být schopen předpovědět biologickou aktivitu celých skupin léčiv a léčiv pro specifické účely vytvořené pacientovi „na míru“. 

### Posologie
Posologie je vědou zabývající se dávkováním léčiv. Dávkování záleží na mnoha faktorech, například věku, klimatu, váze, pohlaví pacienta a na době podání. Slovo posologie vzniklo z řeckého slova posos, což znamená „kolik“ a logos, neboli „věda“.

### Farmakognózie
Farmakognózie je odvětvím farmakologie, které se zabývá obzvláště složením, užíváním a vývojem léčivých látek biologického původu, zejména léčivými látkami získanými z léčivých rostlin.

### Behaviorální farmakologie
Behaviorální farmakologie, nebo též etofarmakologie (pozor na záměnu s etnofarmakologií), je mezioborová disciplína zabývající se účinky psychoaktivních léčiv na chování jedince. Zahrnuje přístupy a techniky z neurofarmakologie, behaviorální neurovědy, studuje chování živočichů a zajímá se o behaviorální a neurobiologické mechanismy účinku psychoaktivních léčiv. Behaviorální farmakologie se také snaží vytvořit modely chování živočichů a pomocí nich zkoumat a vyvíjet chemické sloučeniny s terapeutickým potenciálem. Behaviorální farmakologové ke své práci obvykle využívají malá zvířata (například hlodavce), na kterých testují psychoterapeutická léčiva, jako jsou antipsychotika, antidepresiva či anxiolytika. Dále na hlodavcích testují často zneužívaná léčiva, například nikotin, kokain, metamfetamin a jiné. Termín etofarmakologie, jakožto věda studující léčiva ovlivňující chování, je užíván od 60. let 20. století a pochází z řeckého slova ethos, znamenající „charakter“ či „povaha“ a slova farmakologie, tedy věda zabývající se účinky léčiv a jejich mechanismy.

### Environmentální farmakologie
Environmentální farmakologie je poměrně nová disciplína. Zaměřuje se na pochopení vztahů mezi genem a prostředím, léčivem a prostředím a toxinem a prostředím. Při zkoumání této problematiky environmentální věda úzce spolupracuje s medicínou, a to proto, že medicína (nebo též zdravotní péče) může sama o sobě být příčinou ničení či nápravy životního prostředí. Lidské zdraví a ekologie spolu úzce souvisí. Požadavky na větší množství farmaceutických produktů může dokonce vyhubit některé živočišné druhy a tím ohrozit lidstvo. Vypouštění chemikálií a léčiv do vodního ekosystému je dnes velmi diskutovaným tématem. Výrobou ilegálních léčiv je do pitné vody vypouštěno množství karcinogenních látek. Tato problematika je tedy současně otázkou veřejného zdravotnictví.

### Dentální farmakologie
Dentální farmakologie se zabývá léčivy běžně používanými při léčbě stomatologických onemocnění.

## Vědecké pozadí
Studium chemických prvků vyžaduje důkladnou znalost biologické soustavy, která je danými prvky ovlivněna. Se stále se prohlubující znalostí buněčné biologie a biochemie se podstatně změnilo i pole farmakologie. Díky molekulární analýze receptorů je nyní možné vytvářet chemické sloučeniny, které účinkují pouze na určité buněčné signály nebo metabolické dráhy tím, že účinkují přímo na povrchu buněk.
Chemický prvek má z hlediska farmakologie různé vlastnosti. Farmakokinetika popisuje efekt těla na prvek (například poločas rozpadu a distribuční objem) a farmakodynamika popisuje účinek chemických prvků na tělo (jak terapeutický, tak toxický).
Při popisu farmakokinetických vlastností aktivní farmaceutické substance (AFS) se farmakologové zaměřují na tzv. L-ADME:
- Liberace – jak se AFS v léčivu rozpadne (v případě tuhých perorálních forem), rozptýlí nebo rozpustí?
- Absorpce – jak je AFS absorbována (pokožkou, střevem nebo sliznicí ústní dutiny)?
- Distribuce – jak se AFS rozšíří do organismu?
- Metabolismus – dochází k chemické přeměně AFS uvnitř organismu? A do jakých látek je AFS přeměněna? Jsou tyto látky aktivní? Mohou být toxické?
- Eliminace – jak je AFS z organismu vylučována (žlučí, močí, dechem nebo pokožkou)?

Léčiva mají buď úzký, nebo široký terapeutický index (nebo též terapeutický poměr). Ten je popsán jako poměr mezi žádoucím a toxickým účinkem. Sloučenina s úzkým terapeutickým indexem (blížícím se číslu 1) vyvíjí žádoucí účinek v dávce blížící se již dávce toxické. Sloučenina se širokým terapeutickým indexem (větším než 5) vyvíjí žádoucí účinek v dávce podstatně menší, než je její toxická dávka. Léčiva s úzkým indexem se hůře dávkují a podávají a je u nich zapotřebí monitorovat jejich hladinu (například warfarin, některá antiepileptika, nebo aminoglykosidová antibiotika). Většina léčiv na rakovinu má úzký terapeutický index a dávky potřebné ke zlikvidování tumoru jsou téměř vždy doprovázeny toxickými vedlejšími účinky.

## Vývoj léčiv a klinické testy
Vývoj léčiv je zásadní nejen pro medicínu, ale má i silné ekonomické a politické dopady. Aby byli zákazníci chráněni a předcházelo se zneužívání léčiv, reguluje mnoho vlád výrobu, prodej a podávání léčiv. Ve Spojených státech je farmaceutický průmysl regulován Úřadem pro kontrolu potravin a léčiv (anglicky Food and Drug Administration). Tento úřad kontroluje dodržování standardů stanovených Lékopisem Spojených států (the United Stated Pharmacopoeia). V Evropské unii reguluje farmaceutický průmysl Evropská léková agentura (European Medicines Agency). Kontroluje dodržování standardů stanovených Evropským lékopisem.
Metabolická stabilita a reaktivita chemických sloučenin, které by se mohly stát případně novými léčivy, musí být posouzena z hlediska metabolismu a toxikologie daného léčiva. Pro kvantitativní předpovídání metabolismu léčiv bylo navrženo mnoho metod. Příkladem jedné z nejnovějších metod je takzvaný SPORCalc (Substrate Product Occurrence Ratio Calculator). Pokud se chemická struktura jakýmkoli způsobem liší, ať nepatrně či dramaticky, mění se zároveň podle stupně jejího pozměnění i léčebné vlastnosti dané chemické sloučeniny.
Nová analoga ovšem potřebují další vývoj. Je zapotřebí určit jak bezpečný je lék pro lidi, jeho stabilita v lidském organismu a nejvhodnější způsob dodání léčiva do požadovaného orgánu či orgánové soustavy (například tableta či aerosol). Až po šesti letech důkladného testování je nový lék připraven k uvedení na trh a prodeji.
Vzhledem k tomu, že z 5000 potenciálních nových léčiv se obvykle dostane na trh pouze jedno, je testování nových léčiv a vývoj analog časově velmi náročný. Jedná se tedy o značně nákladnou činnost, která často stojí více než miliardu dolarů. Jako kompenzaci těchto nemalých výdajů mohou farmaceutické společnosti udělat několik věcí:
- Pečlivě prozkoumat poptávku trhu po jejich potenciálním novém produktu předtím, než utratí spoustu peněz ze svých fondů
- Získat patent na nový léčivý přípravek a tím po určitou dobu zabránit dalším společnostem v produkci stejného léčivého přípravku

## Legislativa a bezpečnost
Ve Spojených státech je za vytváření směrnic ke schvalování a užívání léčiv zodpovědný Úřad pro kontrolu potravin a léčiv. Úřad pro kontrolu potravin a léčiv požaduje, aby schválená léčiva splňovala dva základní požadavky:
1. Léčivo musí být účinné proti onemocnění, na které je určeno. Účinné v tomto případě znamená, že léčivo účinkovalo lépe než placebo, nebo léčiva konkurenčních společností v minimálně dvou testováních.
2. Léčivo musí splňovat bezpečnostní kritéria, která jsou testovaná na zvířatech či lidech.

Získat schválení Úřadu pro kontrolu potravin a léčiv obvykle trvá několik let. Experimenty na zvířatech musejí být rozsáhlé a kvůli vyhodnocování efektivity a toxicity léčiva musejí testy zahrnovat několik druhů zvířat. Dávkování léčiva schváleného k použití se obvykle snižuje s rozpětím, ve kterém má léčivo terapeutický účinek či požadovaný výsledek.
Od roku 1987 je bezpečnost a účinnost předepisovaných léčiv ve Spojených státech regulována zákonem.
Ve Spojeném království má podobnou funkci britská léková agentura MHRA.

## Vzdělávání
Studenti farmakologie jsou školeni stejně jako vědečtí pracovníci biomedicínského výzkumu ke zkoumání účinků léčiv na živé organismy. Tento fakt vede jak k objevům nových léčiv, tak k lepšímu pochopení pochodů v lidském těle. Studenti farmakologie musejí mít detailní znalosti fyziologie, patologie a chemie. V průběhu studia se seznamují s biochemií, buněčnou biologií, základy fyziologie, genetikou a centrálním dogmatem molekulární biologie, lékařskou mikrobiologií, neurovědami a, podle zaměření dané katedry, bioorganickou chemií a/nebo chemickou biologií.
Moderní farmakologie je interdisciplinární vědou. Vysokoškolské studijní programy přijímají studenty většiny biologických a chemických oborů. Díky vzrůstajícímu trendu biofyzikálních a výpočetních výzkumných metod užívaných k popisu soustav se mohou farmakologové považovat dokonce za fyziky. V mnoha případech je farmakologický výzkum úzce spjat s výzkumem analytické chemie. Z toho důvodu zahrnuje mnoho institucí farmakologii pod ústav chemie či biochemie, zvláště pak pokud samostatný ústav farmakologie na dané univerzitě neexistuje.
Student farmacie se bude ve svém povolání zabývat výdejem léčivých přípravků, zatímco farmakolog bude pravděpodobně pracovat v prostředí laboratoře. Kariéra farmakologa zahrnuje akademické posty (lékařské i nelékařské), posty ve vládních institucích, posty v soukromých sektorech, psaní vědeckých článků, vědecké patenty a předpisy, konzultace, biotechnologie, alkoholový průmysl, potravinářský průmysl, právo, veřejné zdraví a environmentální/ekologické vědy.